# Estensione di Tebe
L'estensione di Tebe è una regione ricca di polveri e detriti situata sul piano equatoriale del pianeta Giove appena oltre l'orbita di Tebe, uno dei suoi satelliti interni; internamente confina con l'anello Gossamer, mentre esternamente sfuma gradualmente nel vuoto interplanetario.